# Spermophorella christophi
Spermophorella christophi is een insect uit de familie van de Berothidae, die tot de orde netvleugeligen (Neuroptera) behoort. 
Spermophorella christophi is voor het eerst wetenschappelijk beschreven door U. Aspöck & H. Aspöck in 1986.